# Hugo FitzBaldric
Hugo FitzBaldric (c. 1045-1088) fue un caballero anglonormando de origen germánico convertido en noble de la órbita normanda. Señor de Roumare y Cottingham y thane de Cowsby. Las propiedades de Cottingham fueron confiscadas por los normandos tras la conquista de Inglaterra. Las correspondientes a un noble sajón llamado Orm fue adquirida o cedidas a Raúl de Mortimer y las de otro sajón llamado Barch, a Hugo FitzBaldric. Se desconoce la estirpe de Hugo, pero algunas fuentes afirman que era un arquero alemán al servicio de Guillermo el Conquistador. Tras la toma de York en septiembre de 1069, fue nombrado sheriff del condado de York por Guillermo, sustituyendo a Guillermo Malet.
Hugo era partidario de Godofredo Martel, rival de Robert Grandbois de Stuteville, y era custodio de dos de sus feudos en Angerville-la-Martel y Bec-aux-Cauchois. Fue un importante arrendatario principal en Yorkshire, donde poseía unos 50 feudos con numerosos berewicks y sokelands, valorados en aproximadamente 410 carucates y, en menor medida, Lincolnshire; también poseía dos señoríos en Nottinghamshire, propiedades individuales en Wiltshire y Berkshire, e intereses en cuatro propiedades en Hampshire. Benefactor de la abadía de Saint-Pierre de Préaux que garantizaba sus derechos sobre los feudos ingleses, del Monasterio de Durham y la Abadía de Santa María de York.
Su declive fue provocado por su apoyo a Roberto Courteheuse contra William Rufus en 1088 y presumiblemente perdió sus tierras, que fueron cedidas casi en su totalidad a Robert Grandbois de Stuteville en 1100. Esta cesión tardía se debe a que William Rufus mantuvo bajo su autoridad los bienes confiscadas de sus adversarios para recompensar y dotar posteriormente a sus partidarios de propiedades.

## Herencia
Hugo murió poco después de finalizar el censo del Libro Domesday (1086), donde aparecen todas las propiedades de Hugo en Inglaterra. Se casó con Emma de Lascelles (c. 1050-1110) y se sabe que tuvo por lo menos dos hijas:
- Erneburge FitzHugh, Lady of Skipwith (c. 1075-1140), esposa de Walter de Rivere;
- Isabella FitzHugh (c. 1080), esposa de Guy de Craón.

Aunque parece que ninguna de ellas recibió propiedades.
Entre 1284 y 1285 el remanente de su heredad, tasadas en dos carucates y medio, pasaron a formar parte del feudo de Roger de Mowbray.